# Região das Águas Grandes

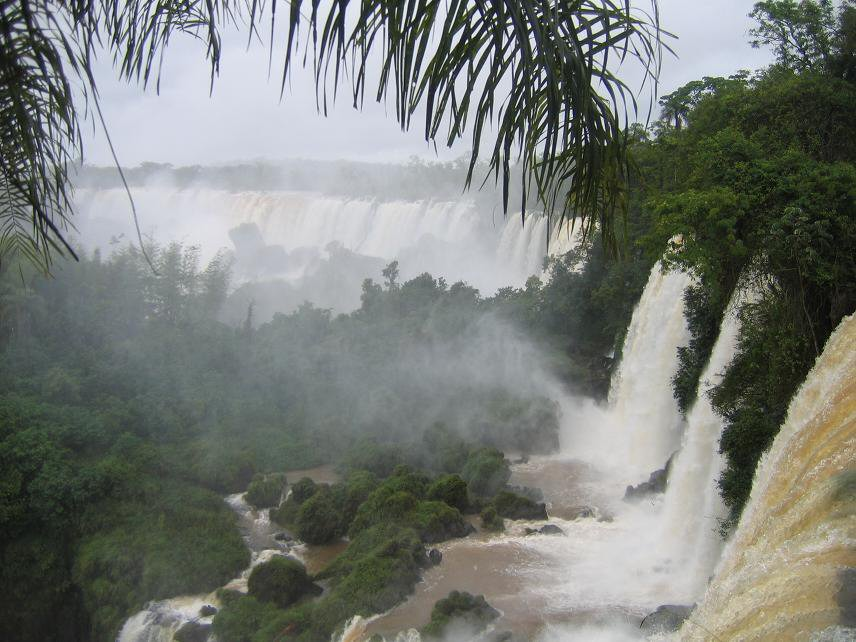
Vista aérea das Cataratas do Iguaçu.

A Regiãodas Águas Grandes é uma sub-região turística da província de Misiones, na Argentina.
Encontra-se localizada ao norte do departamento de Iguazú, abarcando o Parque Nacional Iguazú e as localidades de Puerto Iguazú, Wanda e Andresito.

## Atrativos
- Minas de Pedras Preciosas - Wanda
- Cataratas do Iguaçu - Puerto Iguazú
- Luna Llena - Puerto Iguazú
- Ecomuseu - Puerto Iguazú
- Centro de recuperação das aves Guirá Oga - Puerto Iguazú
- Tren Ecológico - Puerto Iguazú
- Hito das Três Fronteiras - Puerto Iguazú
- Mineral Park - Puerto Iguazú
- Casino Iguazú - Puerto Iguazú
- Ilha de San Martín - Puerto Iguazú
- Complexo Turístico Aripuca - Puerto Iguazú